# Escharella levinseni
Escharella levinseni är en mossdjursart som beskrevs av Hayward 1994. Escharella levinseni ingår i släktet Escharella och familjen Romancheinidae. Inga underarter finns listade i Catalogue of Life.